# Technisches Assistenzsystem
Als Technisches Assistenzsystem wird ein Technisches System bezeichnet, welches eine Person bei der Ausführung von Aufgaben unterstützt. Diese Aufgaben werden damit teilautomatisiert und können als alternative Idee zur Vollautomatisierung angesehen werden.

## Informationsassistenz
Informationsassistenten (Assistenzsystem) dienen der Versorgung eines Nutzers mit (möglichst) relevanten Informationen. Es handelt sich hierbei um ein Software-System. Auch ein Sprachassistent zählt zu dieser Kategorie. Ein sehr fortgeschrittenes System bietet die Universität Bielefeld mit ihrem Forschungsprojekt ADAMAAS. Solche Systeme werden als kognitives Assistenzsystem bezeichnet und werden z. B. als Smartglasses realisiert.

## Umgebungsassistenz
Die Umgebungassistenz (engl. "Ambient Assistance") ist ein Konzept zur hauptsächlich technischen Unterstützung von Aufgaben im unmittelbaren Arbeits- oder Wohnbereich. Die rein technische Umsetzung wird meist als "Smart Environment" bezeichnet, während Forscher in der Informatik von Ambient Intelligence sprechen. Hoffnungen auf eine breit angelegte Anwendung haben Projekte um das Ambient Assisted Living (AAL) und Smart-Home-Lösungen geschaffen. Derartige Systeme verbinden Sensornetze und mechanische Aktoren mit Prozessoren und passender Software. AAL-Systeme sollen älteren Menschen ein möglichst langes und selbständiges Leben zuhause ermöglichen. Dazu findet der jährliche Deutsche AAL-Kongress statt.

## Fahrassistenz
Für mehr Komfort und Sicherheit sollen Fahrassistenten dienen. Angefangen von Tempomat, bis zu Spurhalte- und Spurwechsel- sowie vollautomatische Parkassistenten, können mittlerweile (Stand: 2017) viele Aspekte der Fahrzeugführung automatisiert werden. Ziel ist das autonome Fahren. Aus Gründen ungeregelter Rechtsfragen zur Haftung bei entstandenen Unfällen und Schäden, sowie fehlender Erfahrung bei der Sicherheit autonomer Fahrzeuge, bleibt deren Entwicklung und Verbreitung vorerst ungeklärt.